# Young Royals Forever
Young Royals Forever är en svensk dokumentärfilm med som hade premiär på strömningstjänsten Netflix den 17 mars 2024. Den är regisserad av Jens von Reis.

## Handling
Filmen handlar om den svenska TV-serien Young Royals som rönt stor framgång på Netflix och berättar dess historia från rollbesättning till sista scenen.

## Medverkande (i urval)
- Edvin Ryding
- Omar Rudberg
- Lisa Ambjörn
- Frida Argento
- Malte Gårdinger
- Nikita Uggla